# 東京都交通局10-000形電車
1. 車両番号表記色が緑色だった状態の写真
2. 1 - 3次車の非冷房時代の写真
3. 7次車のスカート設置前の写真
4. 試作車、1 - 2次車の6両編成の写真。

東京都交通局10-000形電車（とうきょうとこうつうきょく10-000がたでんしゃ）は、東京都交通局（都営地下鉄）新宿線で使用されていた通勤形電車。形式名は、ハイフンを抜かして「いちまんがた」と読む。

## 概要
1971年（昭和46年）に試作車が製造され、走行試験のため三田線に搬入された。その後、1978年（昭和53年）から新宿線の開業準備により量産車の投入が開始され、試作車も台車を交換した上で同線に転属する。新宿線の延伸および輸送力増強にともない増備が続き、1997年（平成9年）までに8両編成28本の計224両が製造された。

## 車両概説
本形式は長期にわたって増備されたことから次車ごとに差異が見られるため、本項では共通項のみ述べる。
車体はステンレス製（初期は内部構体に普通鋼を使用するセミステンレス構造、中 - 後期導入分はオールステンレス構造）で、20m片側両開き4扉の車体である。
座席はすべてロングシートである。側扉窓ガラスは金属支持である。当初から冷房車または冷房準備車として設計され、屋根や天井が当時の地下鉄車両としては高い。客室床面には主電動機点検蓋（トラップドア）が設置されている。
運転席はT型ワンハンドルマスコンで力行4段・常用制動7段と非常制動1段である。TNS装置のモニタ（時刻や次の停車駅などを表示する画面で、新宿線内・京王線内共に使用される）は当初デスクに設置していたが、京王ATC導入に伴いモニタは運転台後部に移設され、代わりに京王ATC関連の表示灯が設置された。元々、速度計は黒地だったが、デジタルATC改造車は白地の物に交換された（共に最大目盛は140km/h）。
乗務員室と客室の仕切りは中央に乗務員室扉、その両脇に窓が配置されており、このうち運転席反対側は2段窓となっている。いずれの窓にも遮光幕が設置されている。なお、京王ATC導入に伴ってモニタを移設したため、運転席背後の窓は化粧板でふさがれている。
制御方式は試作車と1 - 7次車は電機子チョッパ制御を、最終増備の8次車はGTOサイリスタ素子によるチョッパ制御をそれぞれ採用した。台車は円筒案内式空気ばね付T-10,10A型で、多くは近畿車輛製シュリーレン式（同社形式KD-82,82A）だが、一部に日本車輌製造製（同ND-320）が存在する。
保安設備は新宿線用デジタルATCと京王ATSを搭載するほか、京王側でのATC導入に伴い京王ATCを搭載している。京王線用のSR無線アンテナの形状は当初棒形だったが、ATC機器更新の際に無線設備の更新も行われた関係で逆L字形に取り替えられた。また、枠状無線アンテナも一部編成で撤去が行われている。

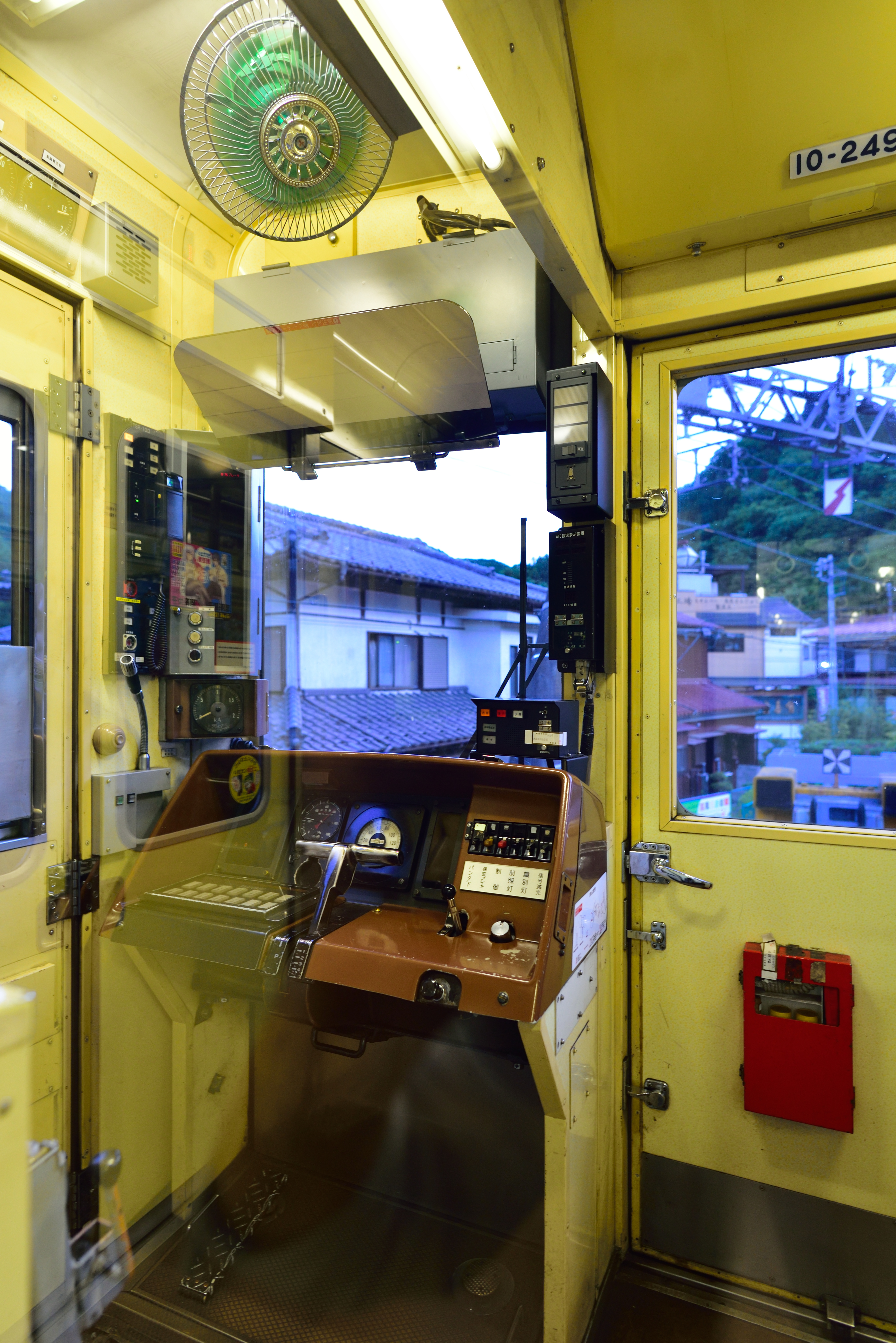
10-000形運転台。
速度計はデジタルATC改造にともない、白地黒文字のものに交換された。

## 増備毎の変遷
本形式は、1971年（昭和46年）から1997年（平成9年）まで27年に渡って製造されたことから、車両の製造時期ごとに外観などにおける相違が見られる。

### 試作車
10-010F
- 1971年（昭和46年）に全電動車構成・セミステンレス車体の試作車4両が日本車輌製造名古屋製作所で落成[3]。落成当時は新宿線開業前であり、三田線で試運転を行うため、6000形と同じ軌間 1,067 mm の狭軌対応台車・KD-70を装着して落成した。冷房装置のほか、当時の新技術であるATO（客室内に仮設）[注 2]・地図式車内案内表示装置[注 3]・自動放送・自動窓閉め機構（10-014のみ）が導入されており、特に地図式車内案内表示装置は当時世界初の試みだった。
- 主電動機はTDK-8510-A(出力100kW)、歯車比も6000形と同様の99:16 = 1:6.19に設定されていた。
- 当初の編成は三田方より10-011(Mc1)・10-012(M2)・10-013(M1)・10-014(Mc2)である。
- 1978年（昭和53年）に新宿線開業を控えて量産化改造が行われることとなり、先頭車は幌枠撤去と飾り枠の取付け、電装解除を実施。また、これに伴うユニットの組み換え、一部車両の改番(10-011→10-019、10-013→10-011、10-014→10-010)並びに1,372mm対応台車への交換[注 4]、屋上機器の一部移設、冷房装置の撤去（後年他の編成の冷房化に合わせて復元したが製造時の冷房機ではない）を行ったうえで転属し、量産車で製造された中間車を組み込んで営業を開始した。なお、当初取り付けられていたライトケースは1987年（昭和62年）の更新工事の際に撤去されている[4]。
- 元々、先頭車にはヘッドマーク装着用の台座はなかったが、2003年（平成15年）11月に設置され、2004年（平成16年）元旦の「迎光かがやき号」や同年11月の先頭車の運用終了を告げるヘッドマークを装着した実績がある。なお、この年の10月には鉄道の日イベントの一環としてやはりヘッドマークを装着して多摩動物公園駅発の臨時列車「TAMA ZOO TRAIN号」に充当する予定だったが、台風の影響で中止になった。

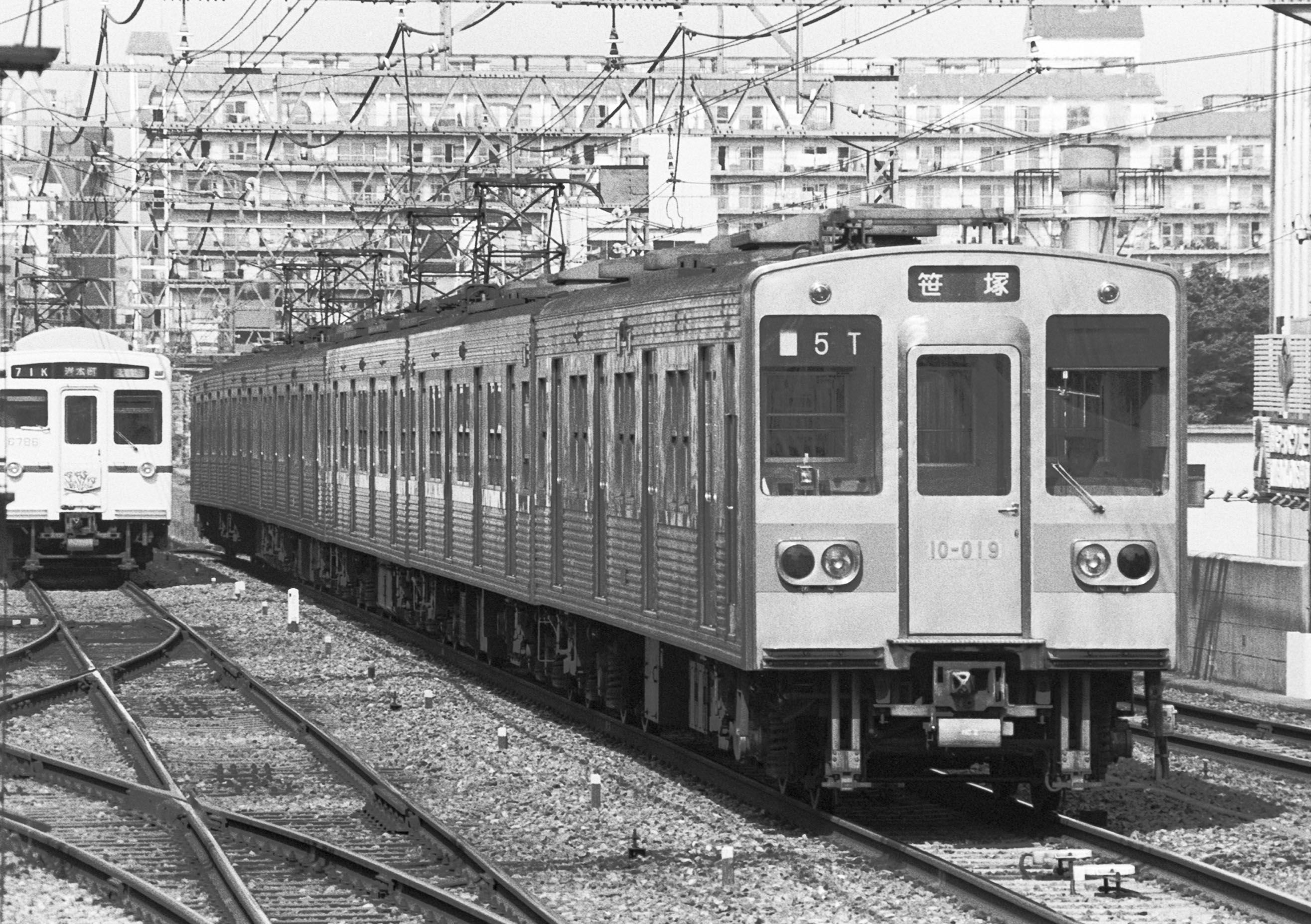
ライトケースが取り付けられていた頃の10-000形試作車
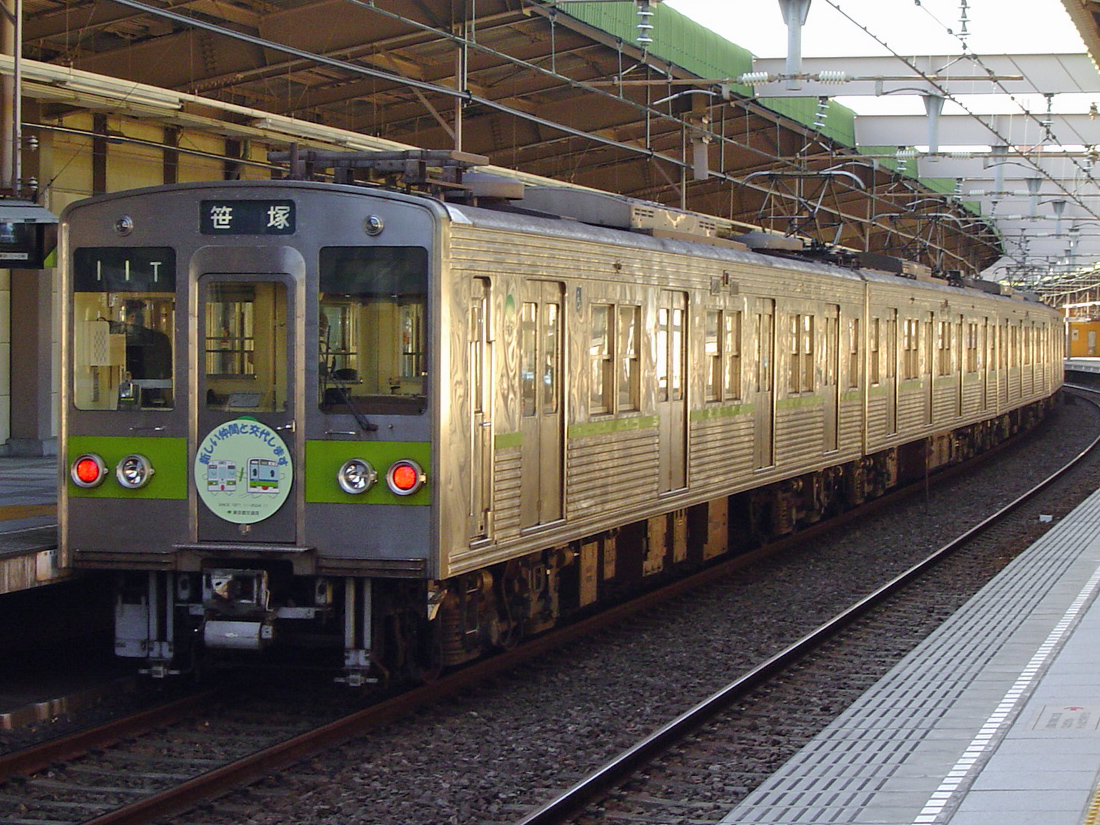
10-000形試作車 (10-010F) 運用離脱を告げるヘッドマークを装着している。 （2004年11月30日 東大島駅）

### 1・2次車

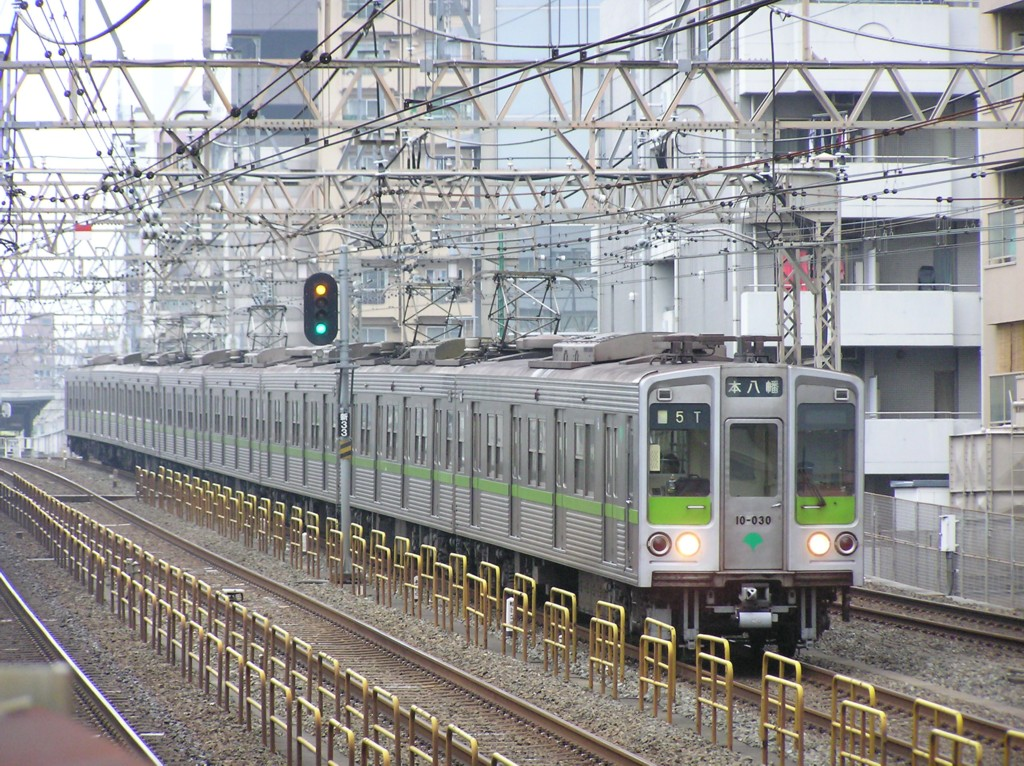
10-000形1次車 (10-030F)
前面形状は7次車まで引き継がれた。
車体構造は3次車からオールステンレスとなった。
画像の前から6・7両目は後に組み込まれた車両で、車体構造が異なっている。
（2006年7月17日 笹塚 - 幡ヶ谷）

（1次車）10-020F - 10-090Fと10-010Fの015・016
（2次車）10-100F - 10-180F
- 量産車は6両編成となり、1次車は1978年（昭和53年）の岩本町 - 東大島間開業に、2次車は1980年（昭和55年）の新宿 - 岩本町間開業にそれぞれ備えて量産された。製造は1次車が東急車輛製造、2次車が日本車輌製造豊川蕨製作所[3]（1972年に名古屋製作所での鉄道車両の製造が終了。豊川蕨製作所は現在の豊川製作所）。試作車と同じくセミステンレス車体の2段窓構造である。外板の表面仕上げは試作車のへアラインからダルフィニッシュに変更された。前面形状は試作車と異なり貫通扉部分以外にFRPを使用した額縁スタイル（いわゆる骸骨顔）となり、試作車では側面中央にあった種別・行先表示器が車端部に移動した。また、冷房装置は搭載せずに準備工事とされ、強制送風機が取付けられた。
- 2005年（平成17年）から2006年（平成18年）にかけて10-300形および10-300R形に置き換えられ、1・2次車はすべて廃車となった。
- この置き換え途中で10-030Fの10-031と10-032が故障で使用不能となったため、10-040Fの10-041と10-042と差し替えて運用していた。
- 1次車最後の先頭車は10-030Fで、同車は2006年9月末に離脱した。また、2次車の先頭車は一足早く消滅し、同年7月に離脱した10-170Fが最後だった。

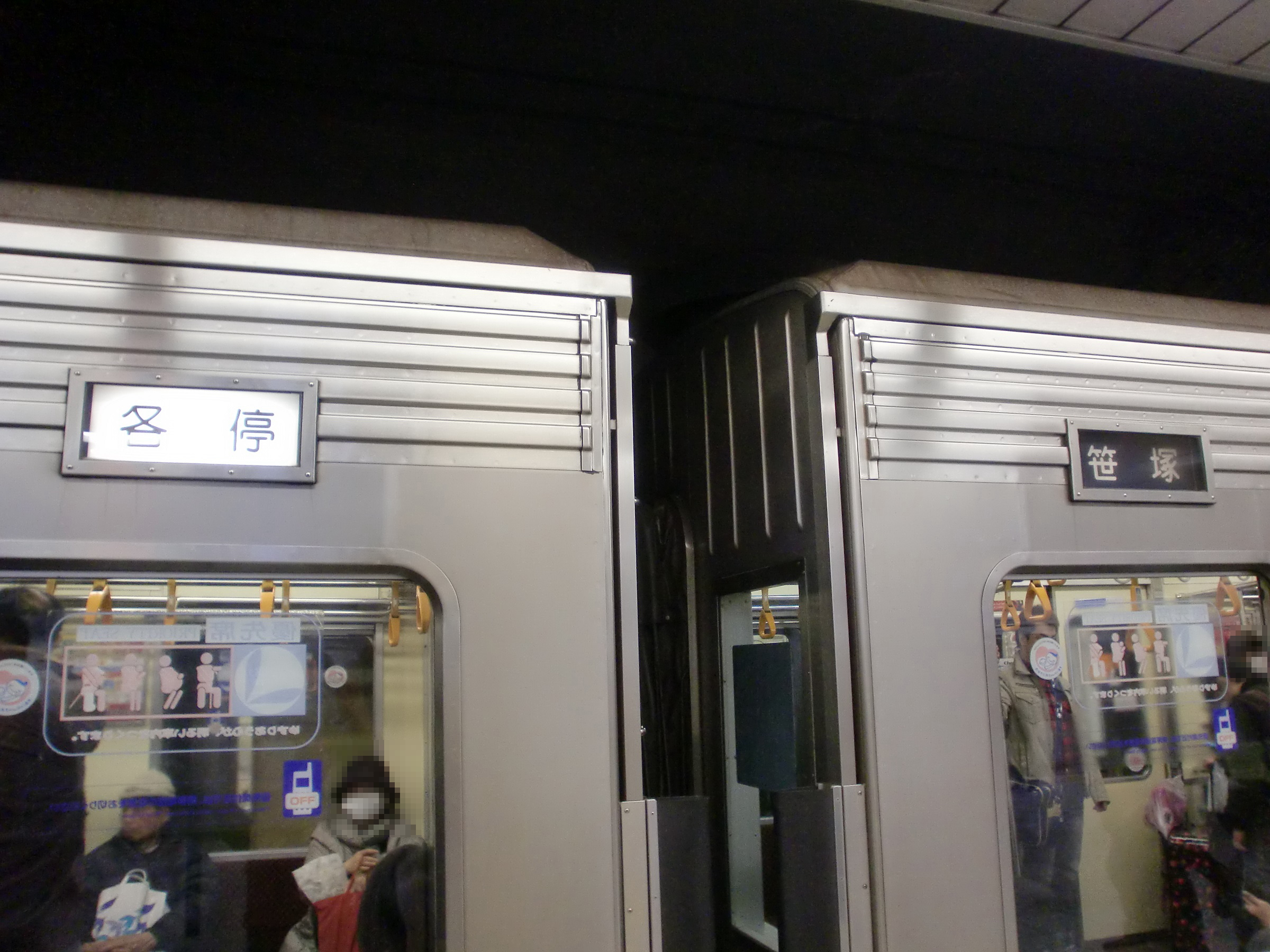
6次車までの行先表示器 （2013年3月16日）

### 3次車

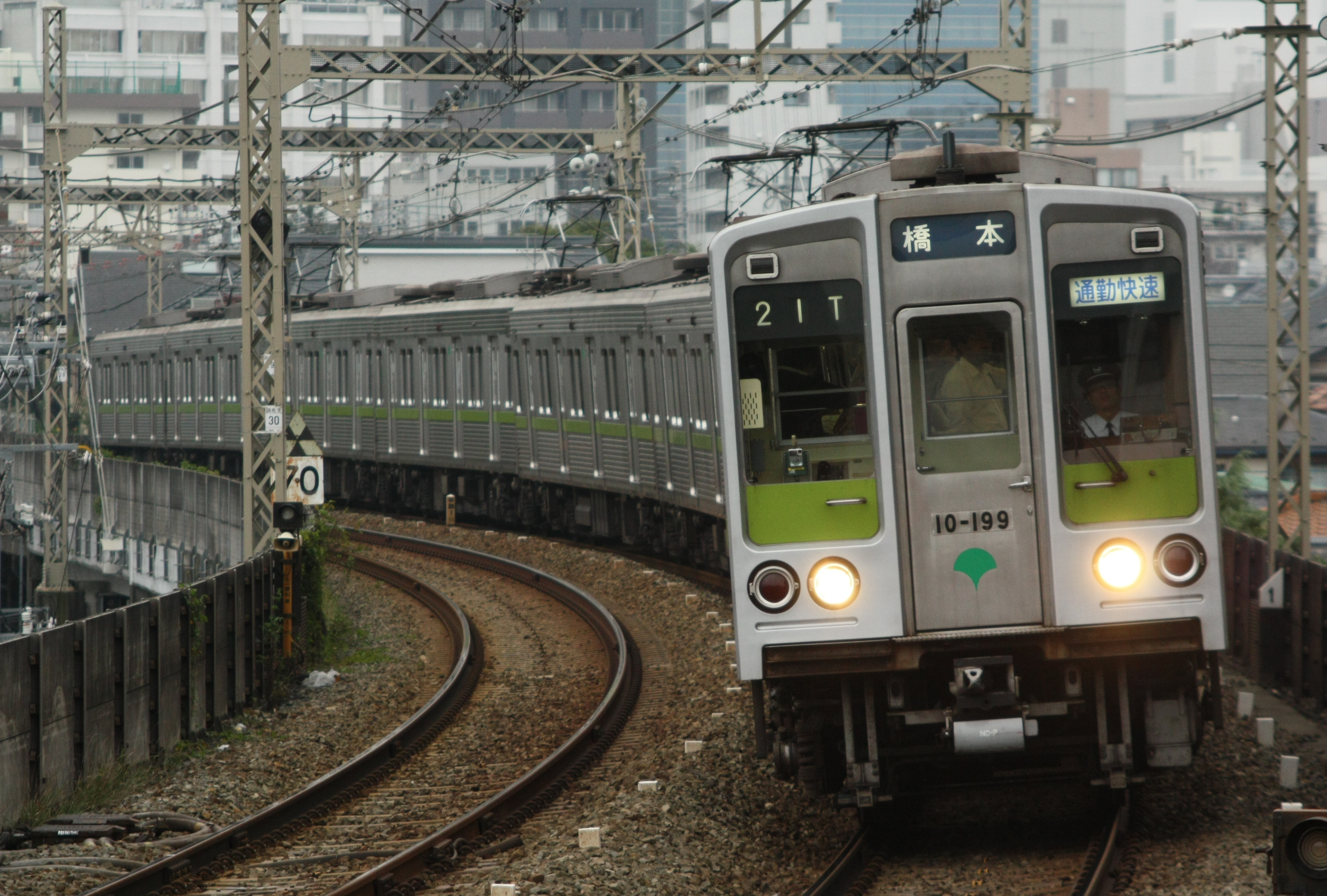
10-000形3次車 (10-190F)
（2009年10月5日 京王多摩川駅）

10-190F - 10-210F
10-120F - 10-180Fの末尾7・8
- 1986年（昭和61年）の船堀 - 篠崎間の開通に備えて量産された。製造は日立製作所。
- 一括製造された第19編成以降は軽量オールステンレス車体で、側窓はバランサー式1段下降窓構造に変更した[5]。またこの編成から8両編成で製造しているほか、10-120F - 10-180Fの8両化のための中間車も同じ仕様で登場している。
  - このうち10-190Fは前面の種別表示器を試験的にトンネル内での視認性向上を目的として他の幕式種別表示器搭載編成が快速・通勤快速・急行を黒地赤文字で表記していたのに対し、京王6000系・7000系と同様の白地に青又は赤の文字を使用していた[注 5]。後に10-200F・10-210Fも同じ仕様に変更された。
- 戸閉機械（ドアエンジン）は2次車までの座席下収納型（差圧式）から、ドア上の鴨居設置型（単気筒複動式）に変更した[5]。
- 運転台の表示灯類、尾灯、車側灯は電球式からLED式に変更した[5]。
- 走行機器ではチョッパ制御装置をブロアーによる強制風冷方式からフロン沸騰冷却方式[5]に、補助電源装置は電動発電機（MG）をやめ、静止形インバータ（SIV）に変更した[5]。これら機器にはデータロガー機能を持たせ、保守性の向上が図られている[5]。
- ブレーキ作用装置は一部の電気品を磁気増幅器式（マグアンプ式）からIC回路式として、信頼性の向上を図った[5]。
- 10-120F - 10-180Fに組み込まれた中間車は10-300R形への転用が行われた。転用の際に、つり革は10-300形と同じものに（進行方向に並んでいるつり革では軌道方向→枕木方向）、車両番号プレートはステッカーに、車体側面表示器は7・8次車のものとは異なるLED式に変更され、これに伴い使用しなくなった表示器は撤去された。
- 10-190F - 10-210Fは2013年度に10-300形3次車が導入されたことに伴い、同年度内に全て廃車となった[6]。

車内設備（3～6次車）
- 画像は全て10-240Fの車内で、2017年6月2日撮影。

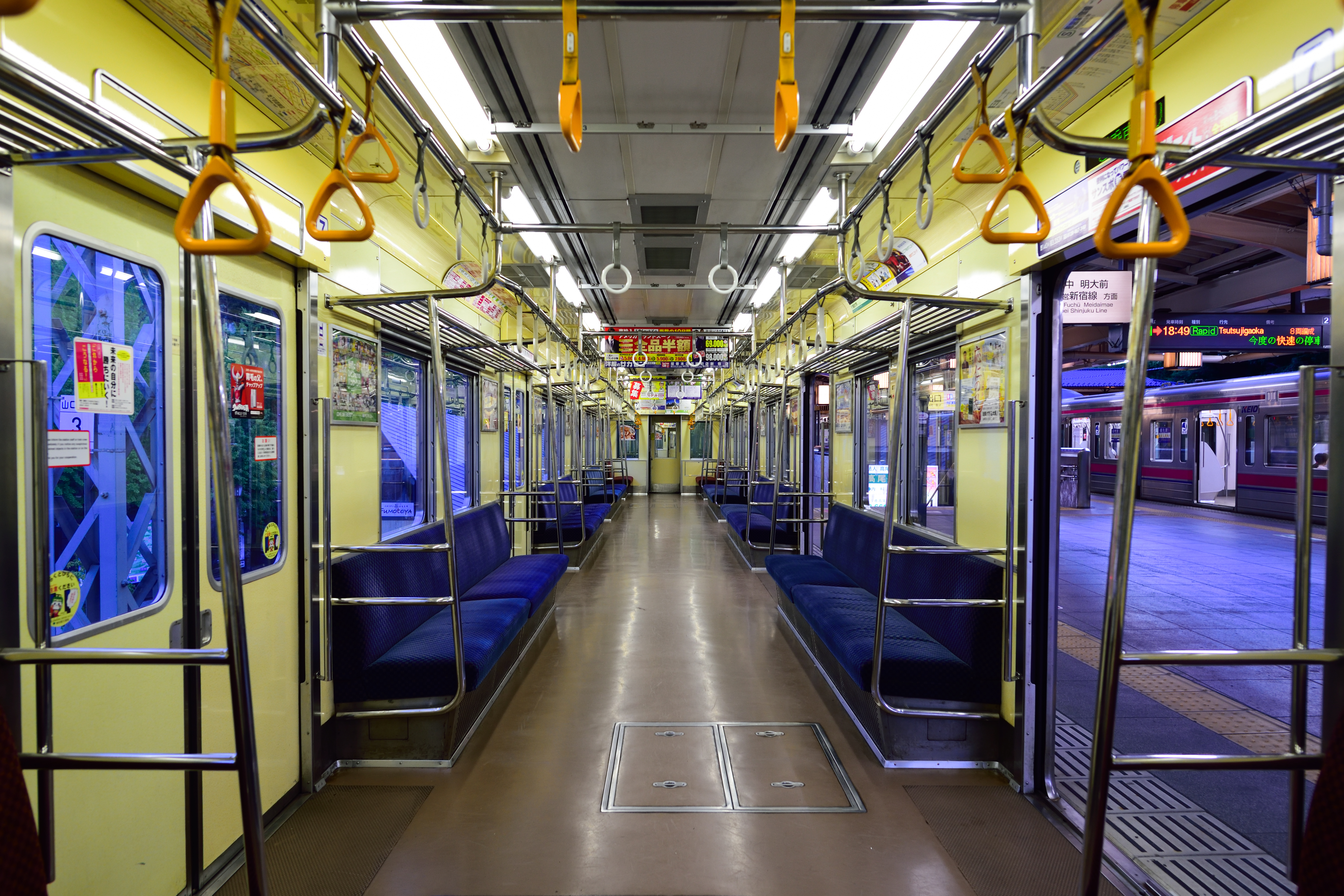
車内全景
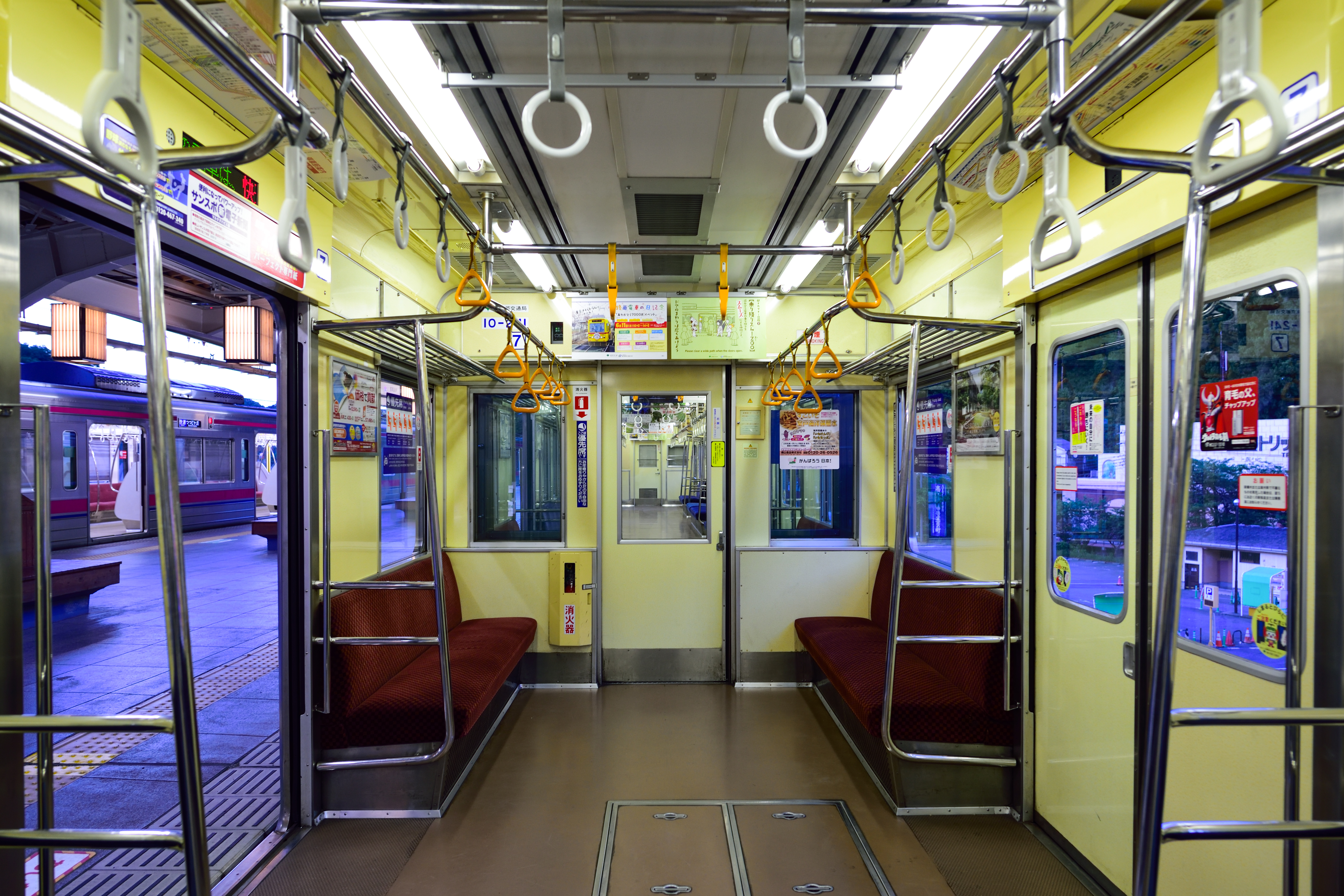
優先席車端部
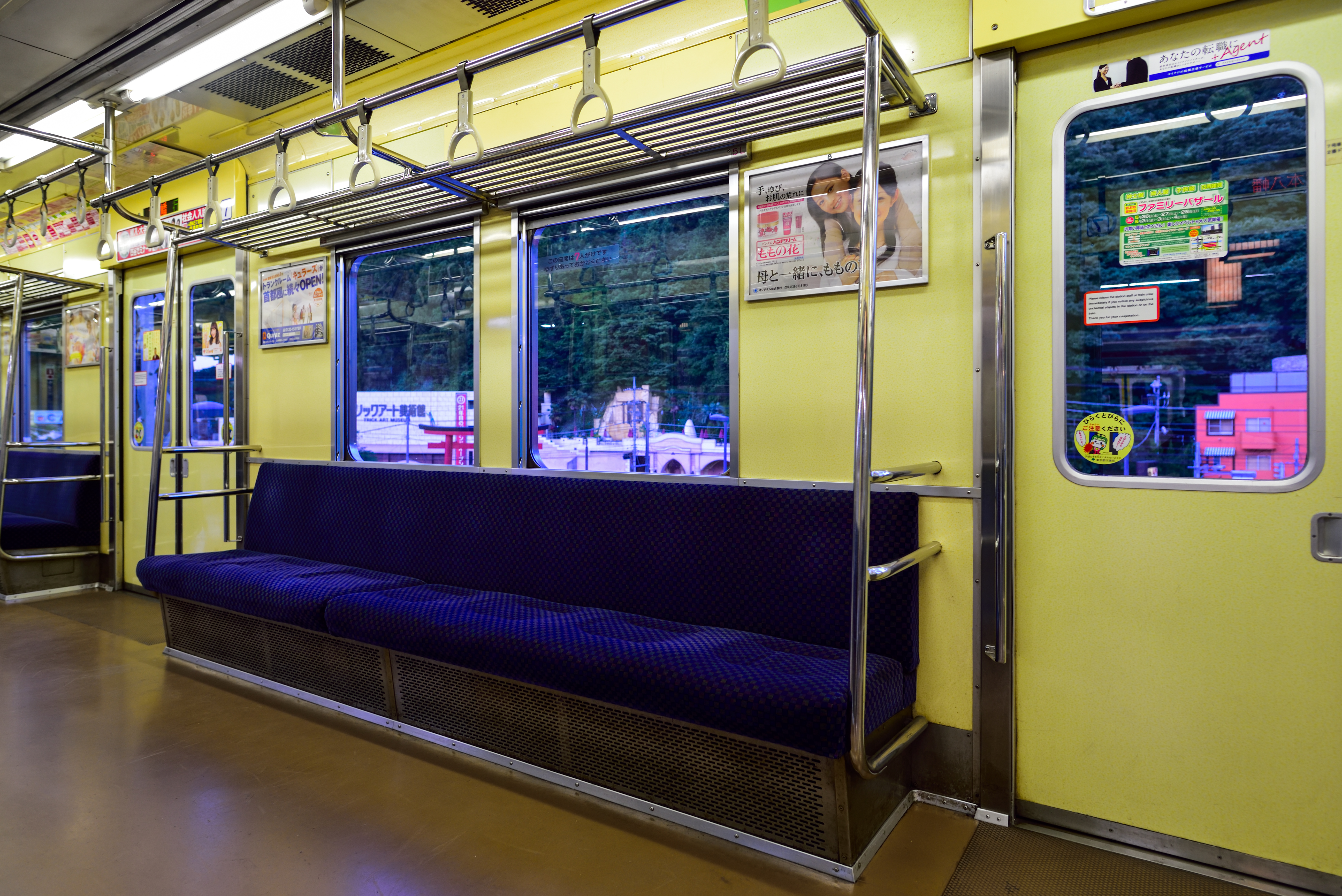
7人掛け座席
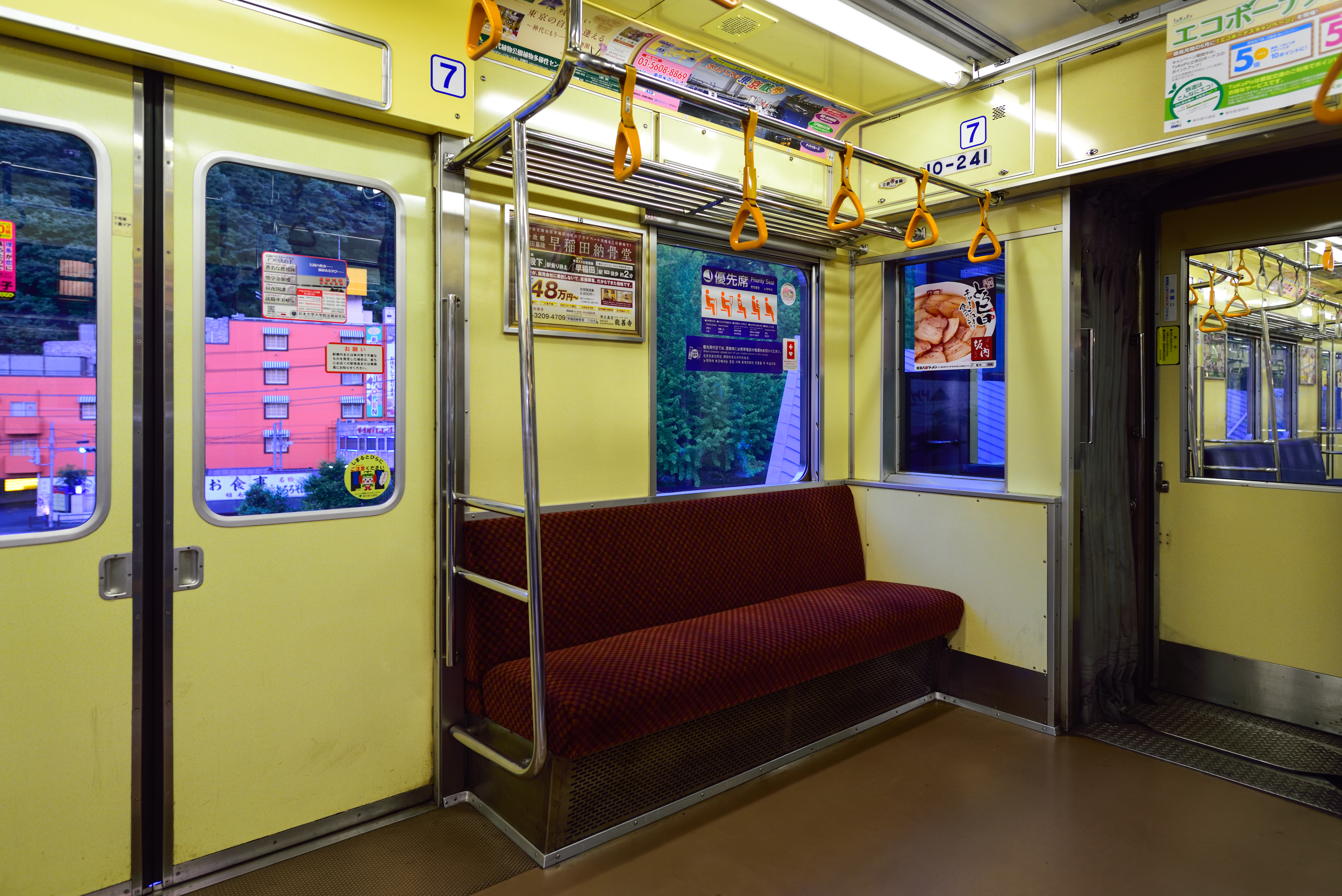
4人掛け座席
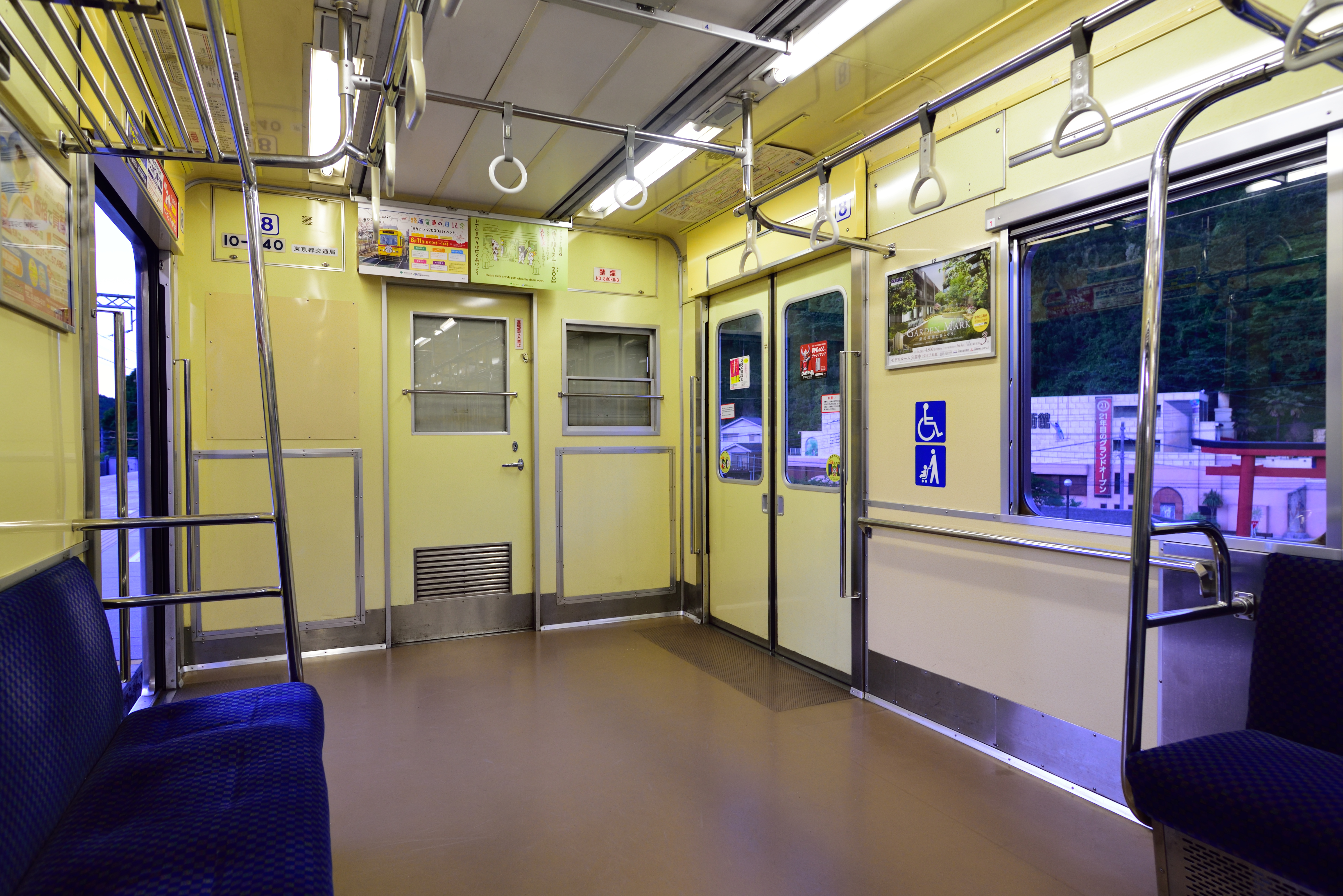
乗務員室背面仕切壁
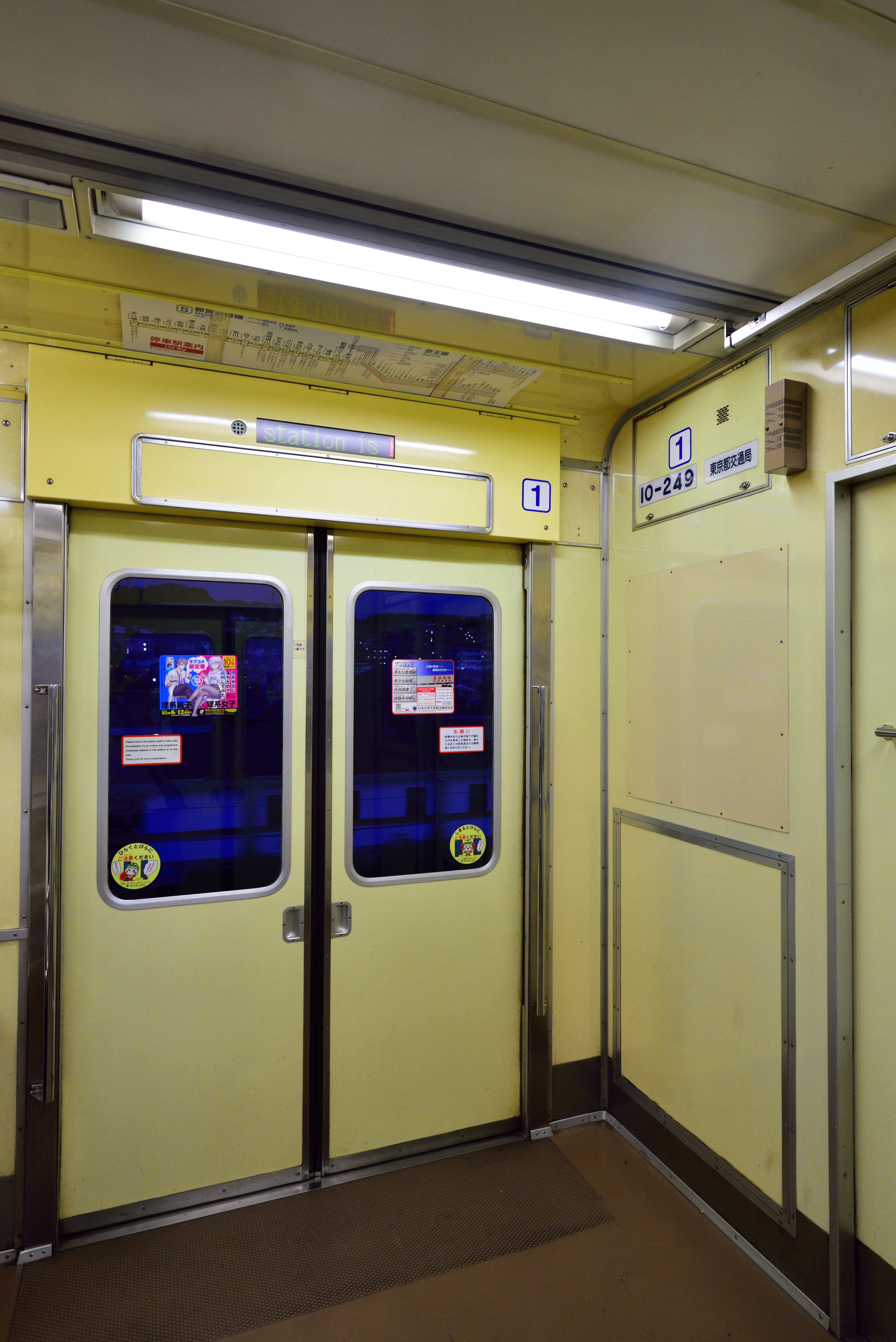
ドア

### 4 - 6次車

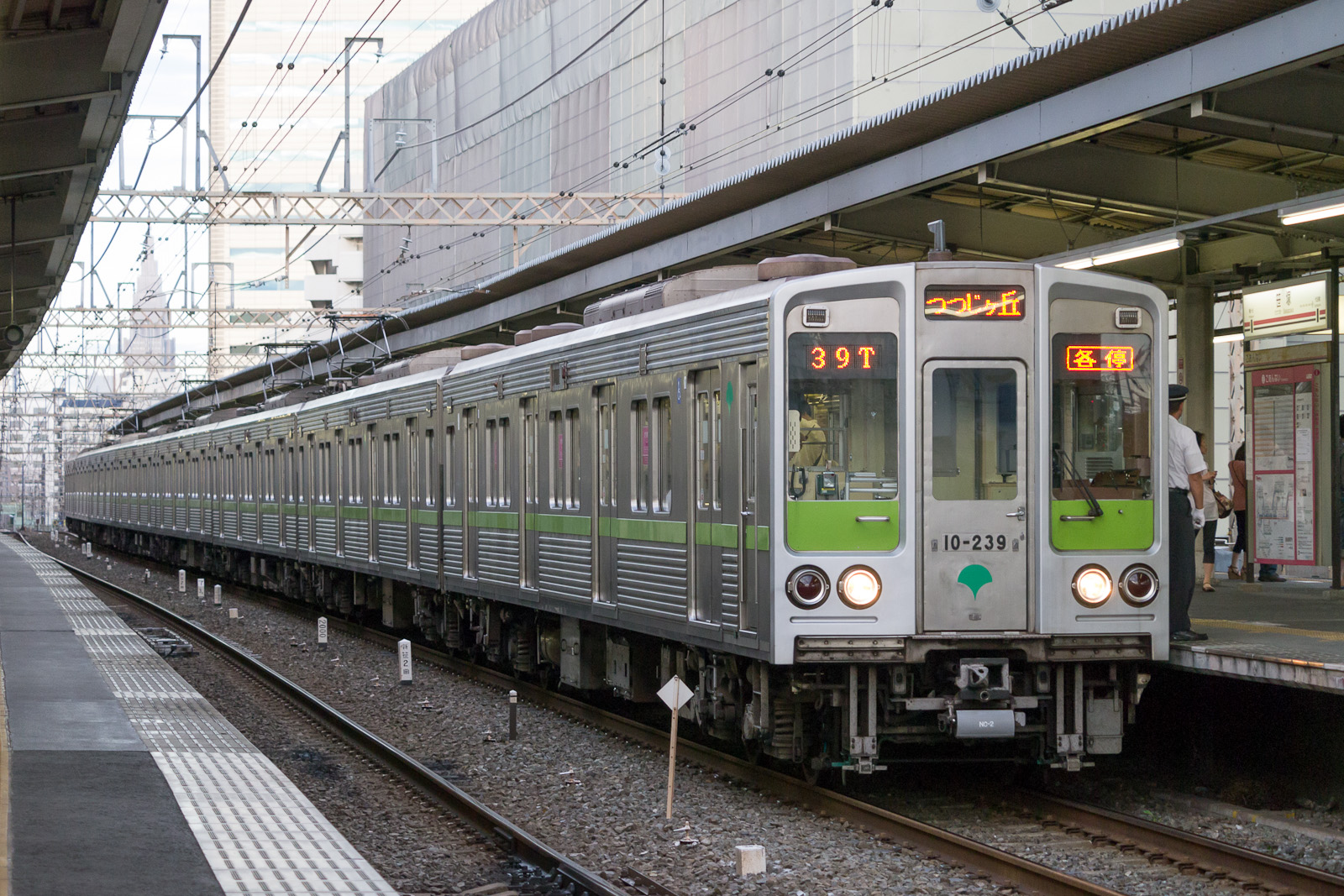
10-000形4次車 (10-230F)
更新工事で幕式からLED方式へと変わった。
（2012年8月 笹塚駅）

（4次車）10-220F・10-230F
（5次車）10-010F - 10-110Fの末尾7・8
（6次車）10-240F
- 一括製造された1988年（昭和63年）製造の第22編成から冷房装置を搭載した。以後既存編成にも搭載され、試作車にも再搭載された。
- 5次車は当初、組み込み先編成に合わせて冷房準備車として登場した。3次車の増備中間車と同様に、10-300R形中間車への転用が行われた。
- 製造は4次車と6次車が近畿車輛、5次車が川崎重工業。
- 4次車と6次車は2009年度に更新工事が行われている（後述）。
- 10-220F・10-230Fは2016年度に10-300形5次車が導入されたことに伴い、同年度内に廃車となった。
- 10-240Fも2017年度に運用を終了し、同年7月14日に若葉台検車区へ廃車回送された[7]。同編成は運用終了直前の同年6月下旬より前面貫通扉に表記されている車両番号プレートを登場時の数字が緑色で表記されたプレートに復元して運用された[8]。

### 7次車
10-250F・10-260F
- 1992年（平成4年）に近畿車輛で製造された。
- このグループ以降、製造時より前面と側面に東京都シンボルマークが設置され[9]、前面の車両番号は下方へ移動している。また、各車の車号表記色は、それまでのリーフ（緑色）から黒色へと変更された[9]。これらは6次車以前の車両にも反映されたが、車両番号の位置は存置されたため東京都シンボルマークの位置関係が逆転している。
- 種別・行先表示器は字幕式から明朝体フォントのLED式に変更した[9]。側面のラインカラー帯は、焼き付け塗装のアルミ板を取り付ける方式から塩ビカラーフィルムを貼り付ける方式とした[9]。
- 車内の化粧板は濃いクリーム色から白色系に変わり、座席も当初は明るいピンク色だったが、汚れが著しかったことから更新車と同じ青系へと変更している。
- 先頭車に車椅子スペースを設置した[9]。つり革の形状は従来の三角形から丸形に変更された。
- 乗務員室・運転台はこれまでの茶色から灰色に変更したほか、新たに京王線用の空間波無線（SR）を設置した[9]。前面ガラスは車掌の視認性向上のため、車掌台側も防曇ガラスとした[9]。
- 自動放送装置および浅草線5300形と同タイプの車内案内表示器を路線図式とLED・1段表示式をそれぞれ千鳥配置で交互にドア上部に設置した[9]。
  - このうち地図式のものは1997年12月の急行運転開始時にドア開閉予告をのぞく機能を使用停止の上でランプの部分を埋め、路線図として使用した。さらに急行の運行範囲が京王線に拡大した2001年3月にはこれまでの路線図では対応できなくなったため、この部分を平面に埋める改造を実施し、8次車と同じ紙製の路線図を掲出するスペースとなった。当初は広告スペースのサイズで改造されたため、改造後しばらくの間この2編成のみ車内に路線図がない状態で運用されていた時期があり、再改造後に路線図が掲出された。長い間京王線内では行先表示のみの対応だった車内案内表示器は、2006年より京王線内でも停車駅案内が表示されるようになった。表示方法は10-300R形とほぼ同様である。ドアチャイムは当初、閉時のみに旧・営団式チャイムが鳴っていた（開時は無音）が、後に改良され、開閉時に都営式チャイムが鳴っている。 ドア開時[ヘルプ/ファイル]  ドア閉時[ヘルプ/ファイル]）。
- 2004年（平成16年）にATC機器を更新した際、先頭車の正面にスカートが取り付けられた。
- 10-260Fは2017年6月7日に[8]、10-250Fは同年8月14日にそれぞれ若葉台検車区へ廃車回送された[10]。このうち10-250Fは運用終了前には「FINAL RUN」のステッカーが貼り付けされて運用された[11]。

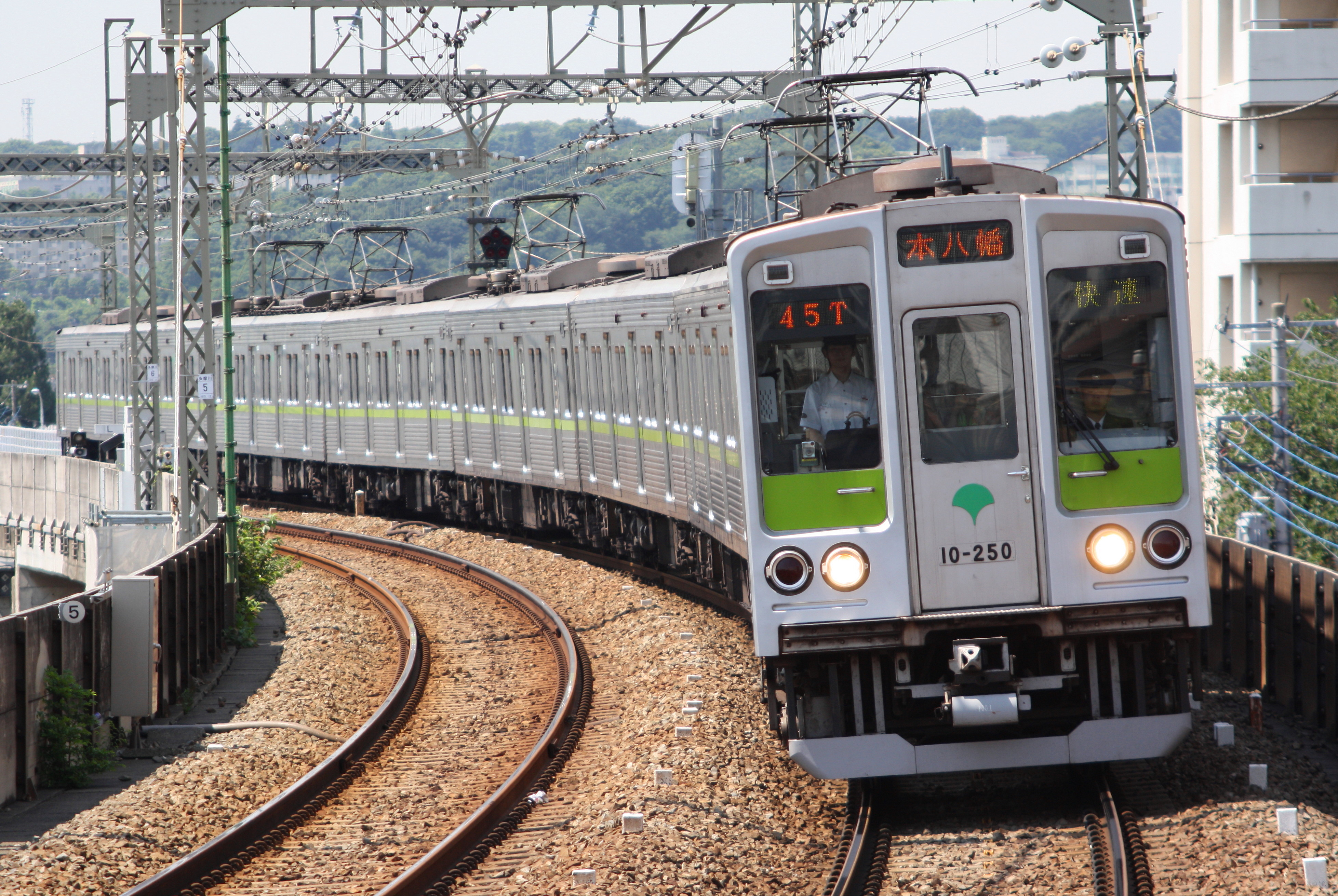
10-000形7次車 (10-250F) （2009年6月28日 / 京王多摩川）
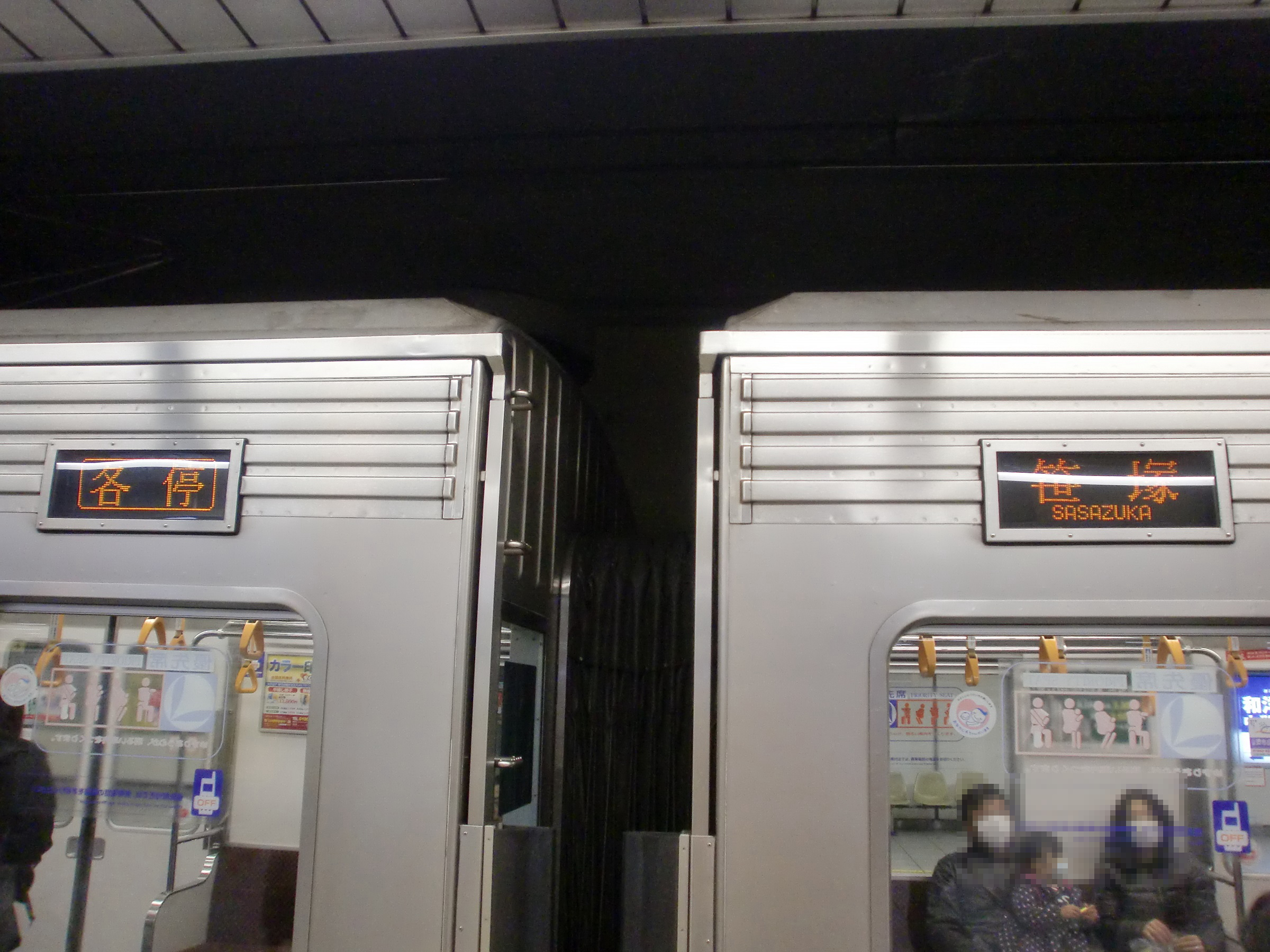
LED化された行先表示器 （2013年3月16日）
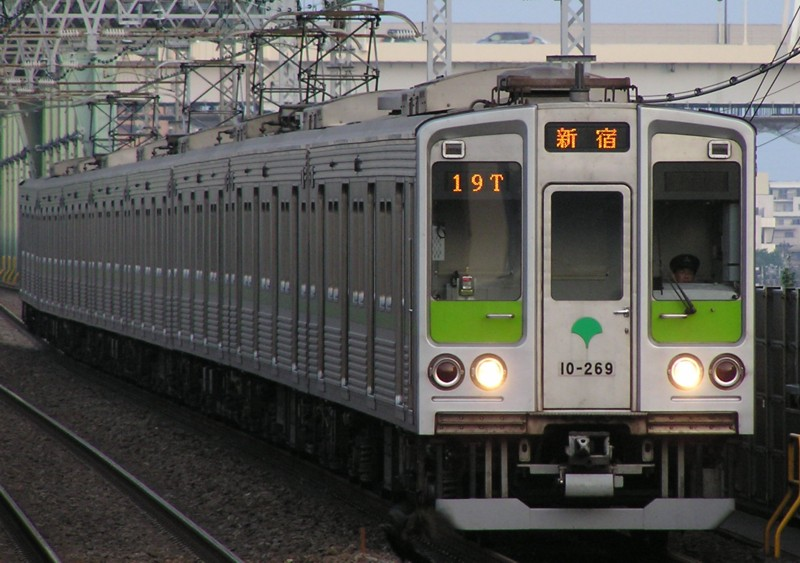
10-000形7次車 (10-260F) （2006年10月28日 / 東大島）

### 8次車
10-270F・10-280F
- 1997年（平成9年）にアルナ工機（現・アルナ車両）で製造された。このグループは側面のコルゲートがビードプレスに変わり、凹凸が減ってすっきりした印象に変わった[12]。先頭部の配色や額縁の形状も変更されており、東武30000系電車に一部の部分は類似している前面となった。また、側面は東武10030系に類似している。

また三田線6300形とほぼ同タイプのLED・2段表示式の車内案内表示器をドア上部に千鳥配置で設置された。この8次車の車内表示器も7次車と同様に京王線内では長い間行先表示のみの対応だったが、2006年から停車駅案内機能など新宿線内と同様の表示が可能になった。10-300形と同様に新宿線と京王線とでは若干表示が異なるが、停車中の表示は両線とも同様である。
- この頃には日本で新規製造される電車のほとんどがVVVFインバータ制御だったが、新宿線では当時のATCシステムに誘導障害を起こすため採用されなかった。またこの8次車が京都市交通局（京都市営地下鉄）10系6次車と共に日本における最後のチョッパ制御での新規製造車両である。
- 登場から2000年夏までは広告貸切列車「メディアライナー」に指定されていた。車内広告は1社のみの掲出となり、貸切契約がない時は無広告で運用していた。その後は7次車を「メディアライナー」指定編成とし、通常の広告を掲出している。
- 10-270Fが2018年1月16日に若葉台検車区へ廃車回送された後[13]、最後まで残った10-280Fは貫通扉窓に「さよなら10-000形」の引退記念ステッカーを貼り付けて運行した[14]。同編成は2月11日をもって営業運転を終了し[15][16]、翌2月12日に同様に大島から若葉台へ廃車回送され、わずか20年で廃車となった[17]。10-280Fの廃車回送時には、貫通扉部に[FINAL RUN]の文字が貼りつけられた。

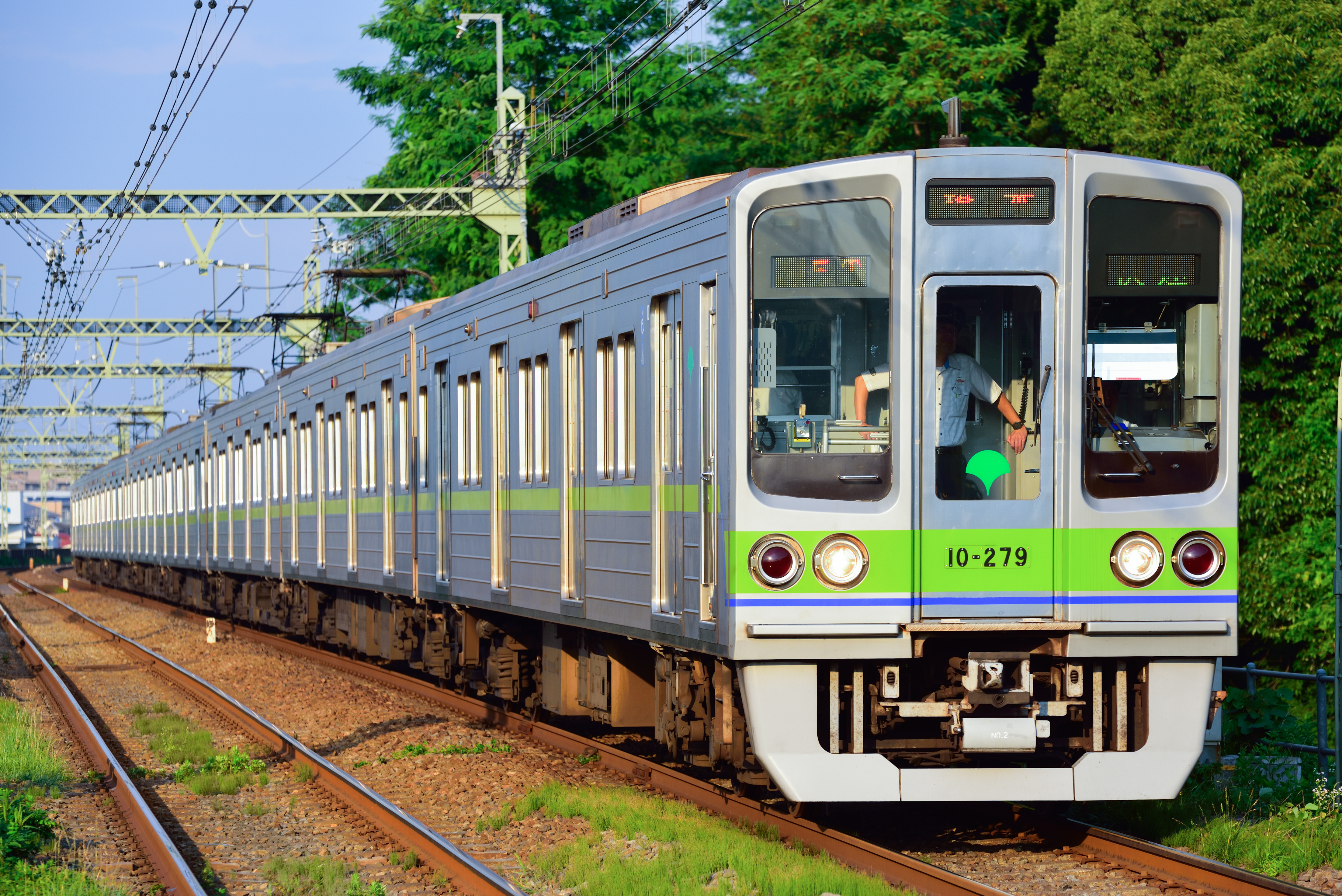
10-000形8次車 (10-270F) 前面の形状・側面凹凸の数などが従来の車両と異なる。 （2017年6月16日 京王よみうりランド駅）
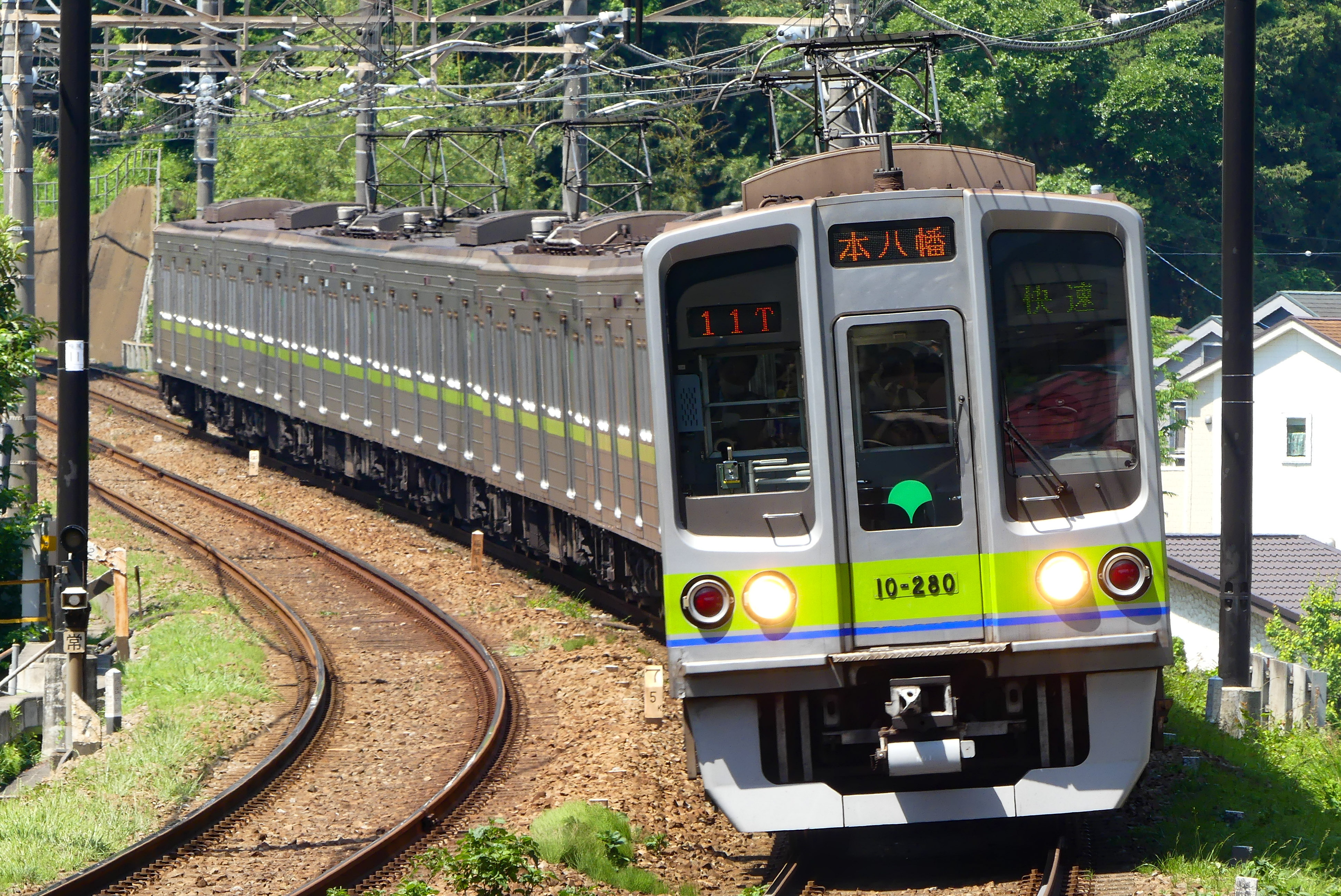
10-000形8次車 (10-280F) 1997年度に増備された当形式の最終編成。 （2017年5月20日 稲城駅）

## 編成
| 編成                    | ← 本八幡新宿・笹塚・橋本 → | ← 本八幡新宿・笹塚・橋本 → | ← 本八幡新宿・笹塚・橋本 → | ← 本八幡新宿・笹塚・橋本 → | ← 本八幡新宿・笹塚・橋本 → | ← 本八幡新宿・笹塚・橋本 → | ← 本八幡新宿・笹塚・橋本 → | ← 本八幡新宿・笹塚・橋本 → | 登場時期による区分 |
| 編成                    | 号車 | | | | | | | | 登場時期による区分 |
| 編成                    | 8 | 7 | 6 | 5 | 4 | 3 | 2 | 1 | 登場時期による区分 |
| 10-010F                 | 010 | 011 | 012 | 015 | 016 | 017 | 018 | 019 | 試作車（末尾5,6は1次車、末尾7,8は5次車） |
| 10-020F : 10-090F       | 020 : 090 | 021 : 091 | 022 : 092 | 025 : 095 | 026 : 096 | 027 : 097 | 028 : 098 | 029 : 099 | 1次車（末尾7,8は5次車） |
| 10-100F 10-110F         | 100 110 | 101 111 | 102 112 | 105 115 | 106 116 | 107 117 | 108 118 | 109 119 | 2次車（末尾7,8は5次車） |
| 10-120F : 10-180F       | 120 : 180 | 121 : 181 | 122 : 182 | 125 : 185 | 126 : 186 | 127 : 187 | 128 : 188 | 129 : 189 | 2次車（末尾7,8は3次車） |
| 10-190F 10-200F 10-210F | 190 200 210 | 191 201 211 | 192 202 212 | 195 205 215 | 196 206 216 | 197 207 217 | 198 208 218 | 199 209 219 | 3次車 |
| 10-220F 10-230F         | 220 230 | 221 231 | 222 232 | 225 235 | 226 236 | 227 237 | 228 238 | 229 239 | 4次車（2009年度 更新工事施工） |
| 10-240F                 | 240 | 241 | 242 | 245 | 246 | 247 | 248 | 249 | 6次車（2009年度 更新工事施工） |
| 10-250F 10-260F         | 250 260 | 251 261 | 252 262 | 255 265 | 256 266 | 257 267 | 258 268 | 259 269 | 7次車 |
| 10-270F 10-280F         | 270 280 | 271 281 | 272 282 | 275 285 | 276 286 | 277 287 | 278 288 | 279 289 | 8次車 |
| 備考                    | 全車両廃車済。 10-010F - 10-180F（計144両）の中間車（3次車または5次車で、かつ車両番号末尾が7,8 表中の青枠内）計36両は 改造を受け、10-300R形へ転用された。 10-220F - 10-240Fは2009年度に更新工事施行済。 | 全車両廃車済。 10-010F - 10-180F（計144両）の中間車（3次車または5次車で、かつ車両番号末尾が7,8 表中の青枠内）計36両は 改造を受け、10-300R形へ転用された。 10-220F - 10-240Fは2009年度に更新工事施行済。 | 全車両廃車済。 10-010F - 10-180F（計144両）の中間車（3次車または5次車で、かつ車両番号末尾が7,8 表中の青枠内）計36両は 改造を受け、10-300R形へ転用された。 10-220F - 10-240Fは2009年度に更新工事施行済。 | 全車両廃車済。 10-010F - 10-180F（計144両）の中間車（3次車または5次車で、かつ車両番号末尾が7,8 表中の青枠内）計36両は 改造を受け、10-300R形へ転用された。 10-220F - 10-240Fは2009年度に更新工事施行済。 | 全車両廃車済。 10-010F - 10-180F（計144両）の中間車（3次車または5次車で、かつ車両番号末尾が7,8 表中の青枠内）計36両は 改造を受け、10-300R形へ転用された。 10-220F - 10-240Fは2009年度に更新工事施行済。 | 全車両廃車済。 10-010F - 10-180F（計144両）の中間車（3次車または5次車で、かつ車両番号末尾が7,8 表中の青枠内）計36両は 改造を受け、10-300R形へ転用された。 10-220F - 10-240Fは2009年度に更新工事施行済。 | 全車両廃車済。 10-010F - 10-180F（計144両）の中間車（3次車または5次車で、かつ車両番号末尾が7,8 表中の青枠内）計36両は 改造を受け、10-300R形へ転用された。 10-220F - 10-240Fは2009年度に更新工事施行済。 | 全車両廃車済。 10-010F - 10-180F（計144両）の中間車（3次車または5次車で、かつ車両番号末尾が7,8 表中の青枠内）計36両は 改造を受け、10-300R形へ転用された。 10-220F - 10-240Fは2009年度に更新工事施行済。 | 全車両廃車済。 10-010F - 10-180F（計144両）の中間車（3次車または5次車で、かつ車両番号末尾が7,8 表中の青枠内）計36両は 改造を受け、10-300R形へ転用された。 10-220F - 10-240Fは2009年度に更新工事施行済。 |

6M2T（電動車6両・付随車2両）の8両編成で、車種は本八幡方からTc1+M1-M2+M1-M2+M1-M2'+Tc2（+の所で分割可能）である。制御装置はM1に、補助電源用の電動発電機（第19編成からは静止形インバータ）はM2に、空気圧縮機はM2とM2'に搭載される。集電装置（菱形パンタグラフ）はM1に搭載されるが、2・6号車は2基、4号車は1基である。
車両番号は、2桁の数字の後にハイフンを置き、その後に3桁の数字を配置している。ハイフン以上の2桁は形式を、ハイフン以下の3桁のうち、上2桁は編成番号を、下1桁は編成内の順位を表す。編成順位を表す数字は、本八幡方から0 - 2、5 - 9で、3と4は10両化用に欠番とし、6両編成時は7と8も欠番としていた。本形式での10両化は最後まで実現せず、10両での運用は京王帝都電鉄（現・京王電鉄）の6000系8+2編成（地下鉄用対応車は2009年度に全廃。2010年度末までに9000系に置き換え。）と9000系10両編成、そして後から10-300形の10両編成で賄われた。ただし、10-300R形への組み替えの過程で3・5次車を抜き取ったセミステンレス車6両に10-300R形暫定編成に組成していたセミステンレス車4両を挿入して、京王相模原線の若葉台から新宿線の大島へ10両編成で廃車回送したことはあった。

## 導入後の変遷

### 更新工事
8次車の登場により、1998年頃から試作車から2次車までの編成（4次車以降の中間車を含む）がB修繕工事によって更新され、その後3次車以降にも更新車が出た。普段乗客の目に触れる部分の内容は以下の通りである。
- 両先頭車の乗務員室助士側客用扉後方に車椅子スペースを設置。2段窓の車両はこの部分のみ2段窓ではなくなった。
- 上記該当部のドアエンジン装置を座席下からドア上に移設。
- 座席モケットおよび床板を張り替え。座席モケットは普通席が茶系から青系、優先席が灰色から茶色に変更。
- 第1・2編成のみ座席詰め物をバケット式に改造。
- 車体側面車両番号の表記色を緑色から藍色に変更。
- つり革を増設（増設されたつり革の形状は丸形）。

座席モケットの張り替えと車両番号表記色は3次車以降も同じ時期に先行して変更された。その後3次車以降ではつり革の増設工事を追加している。
2009年度からは10-220F・10-230F・10-240Fの3編成を対象に更新工事が施行された 。7・8次車と同様に車外スピーカーの設置、前面・側面行先表示器のLED化が行われた。側面行先表示器は車端部から車体中央部へ移設されている。また、10-300R形と同様の車内案内表示器、自動放送装置、ドアチャイムが新設されている。

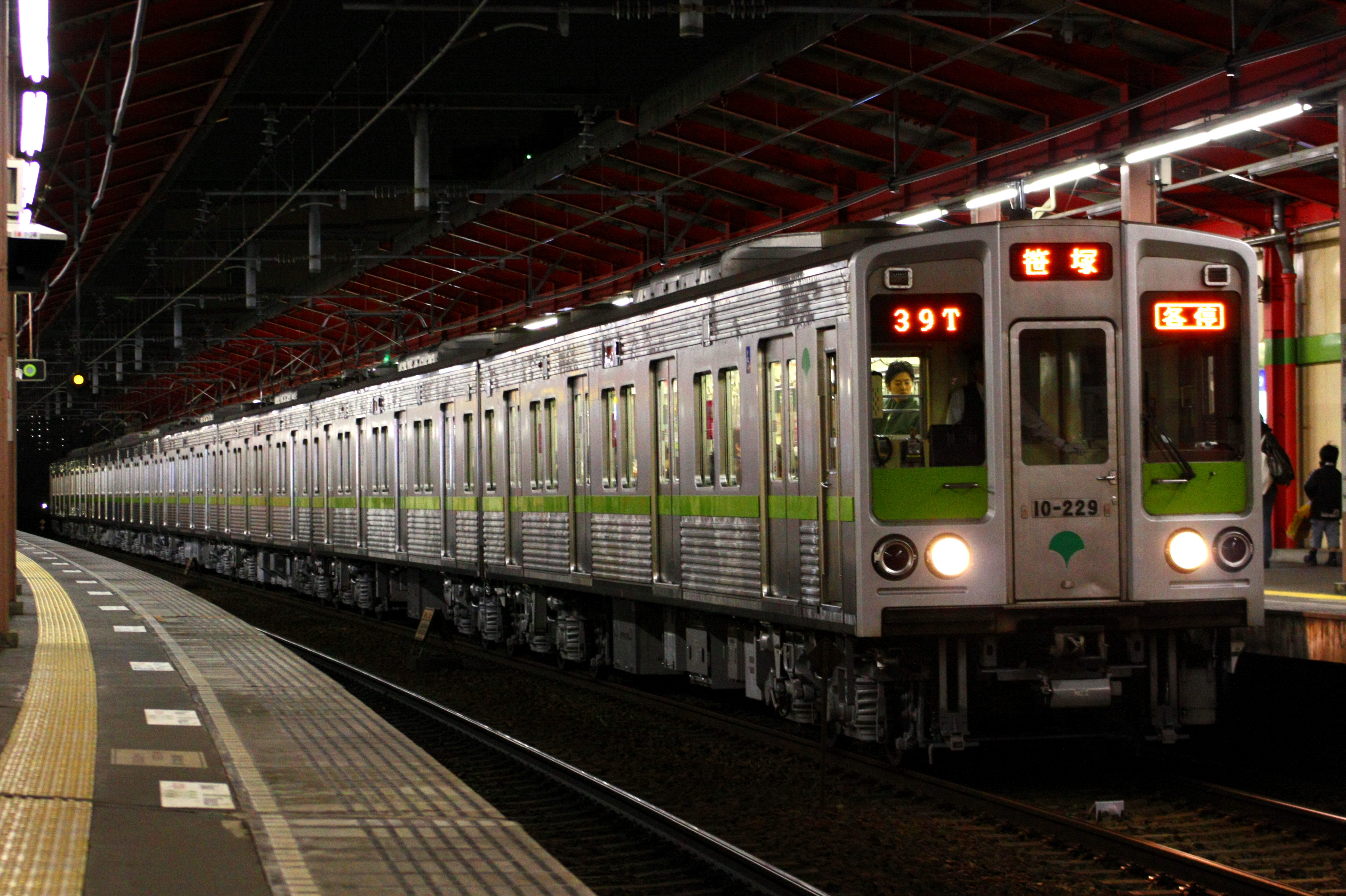
LED化された前面行先表示器
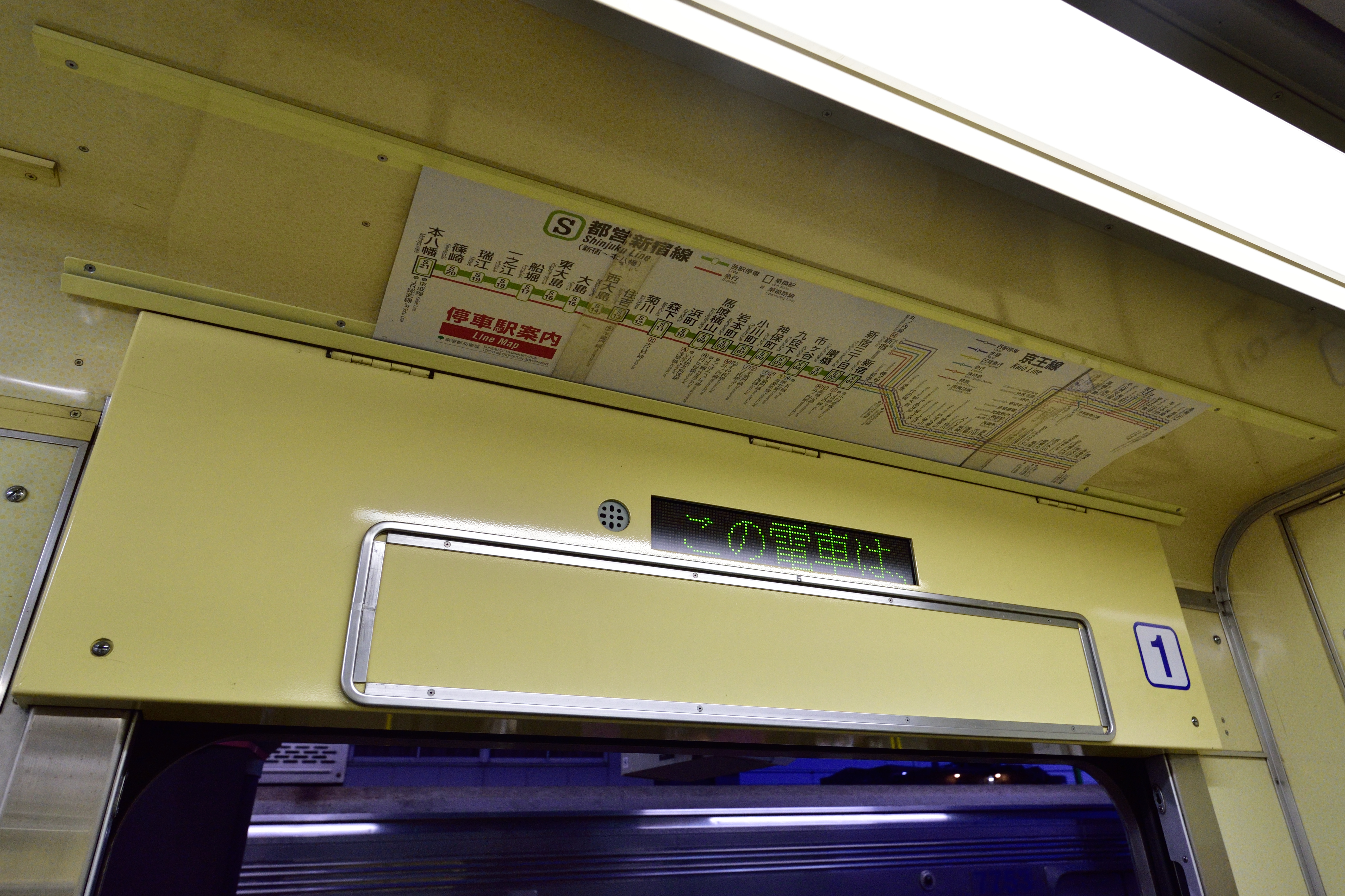
LED車内表示器
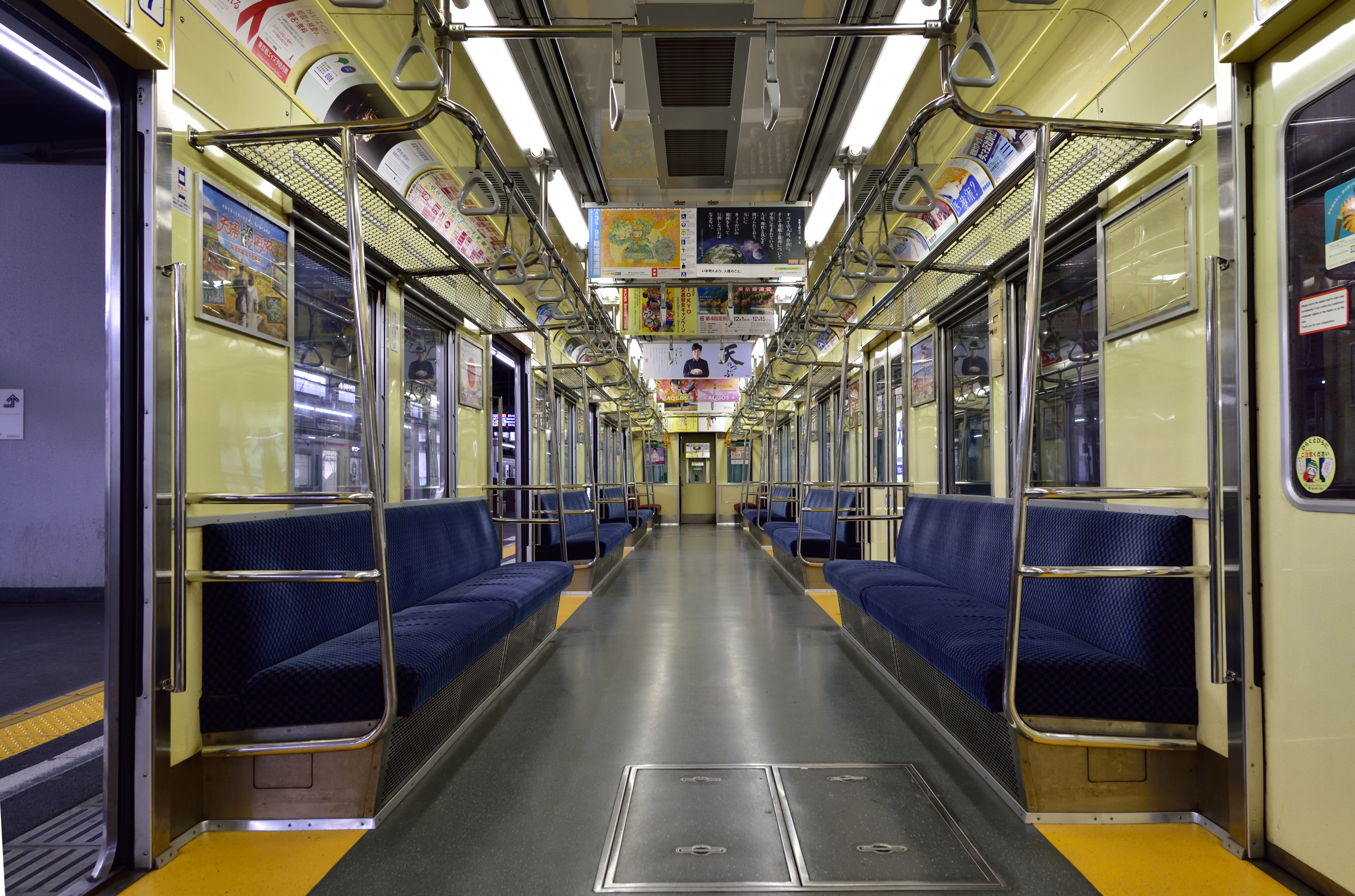
床材交換後の更新車
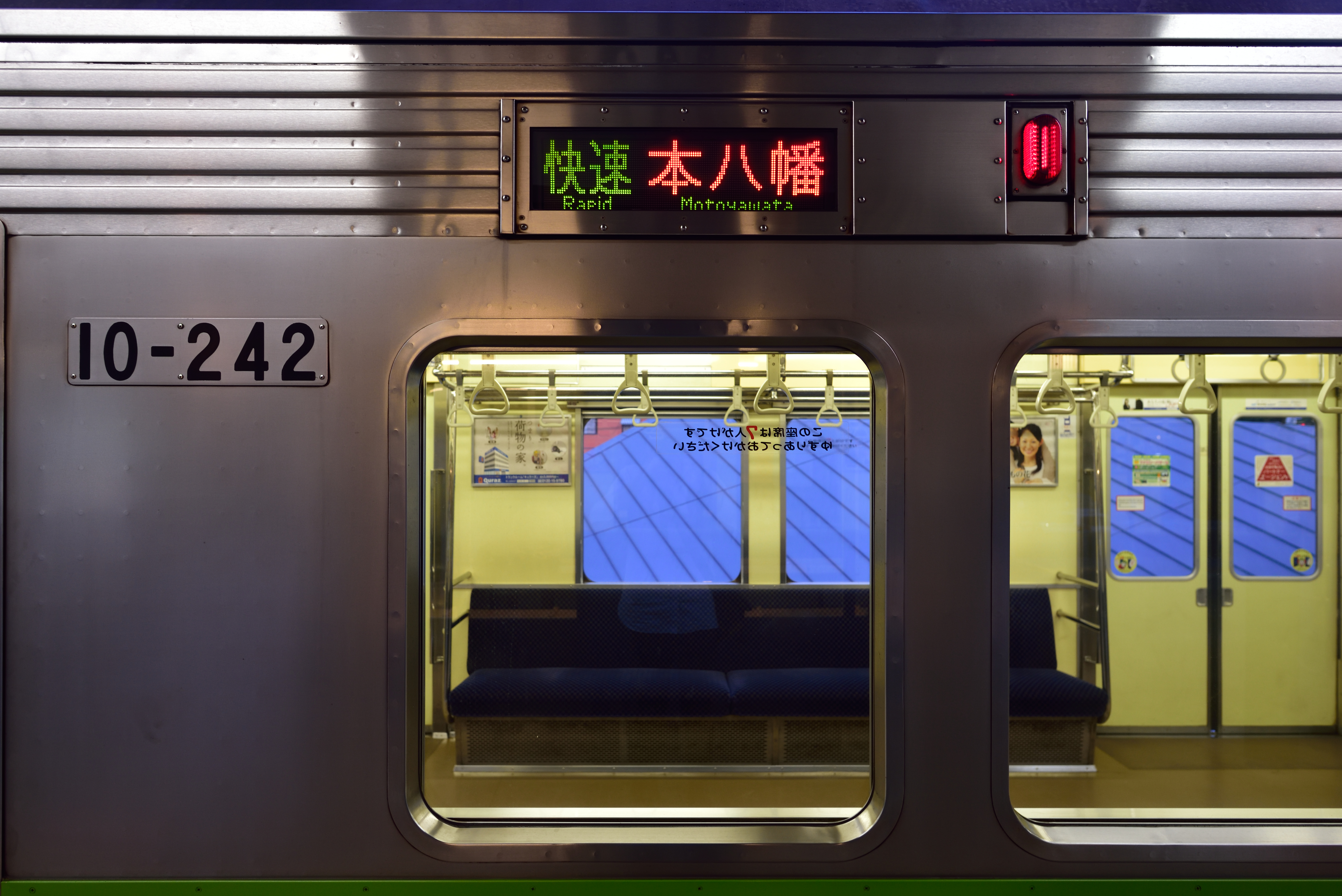
側面行先表示機
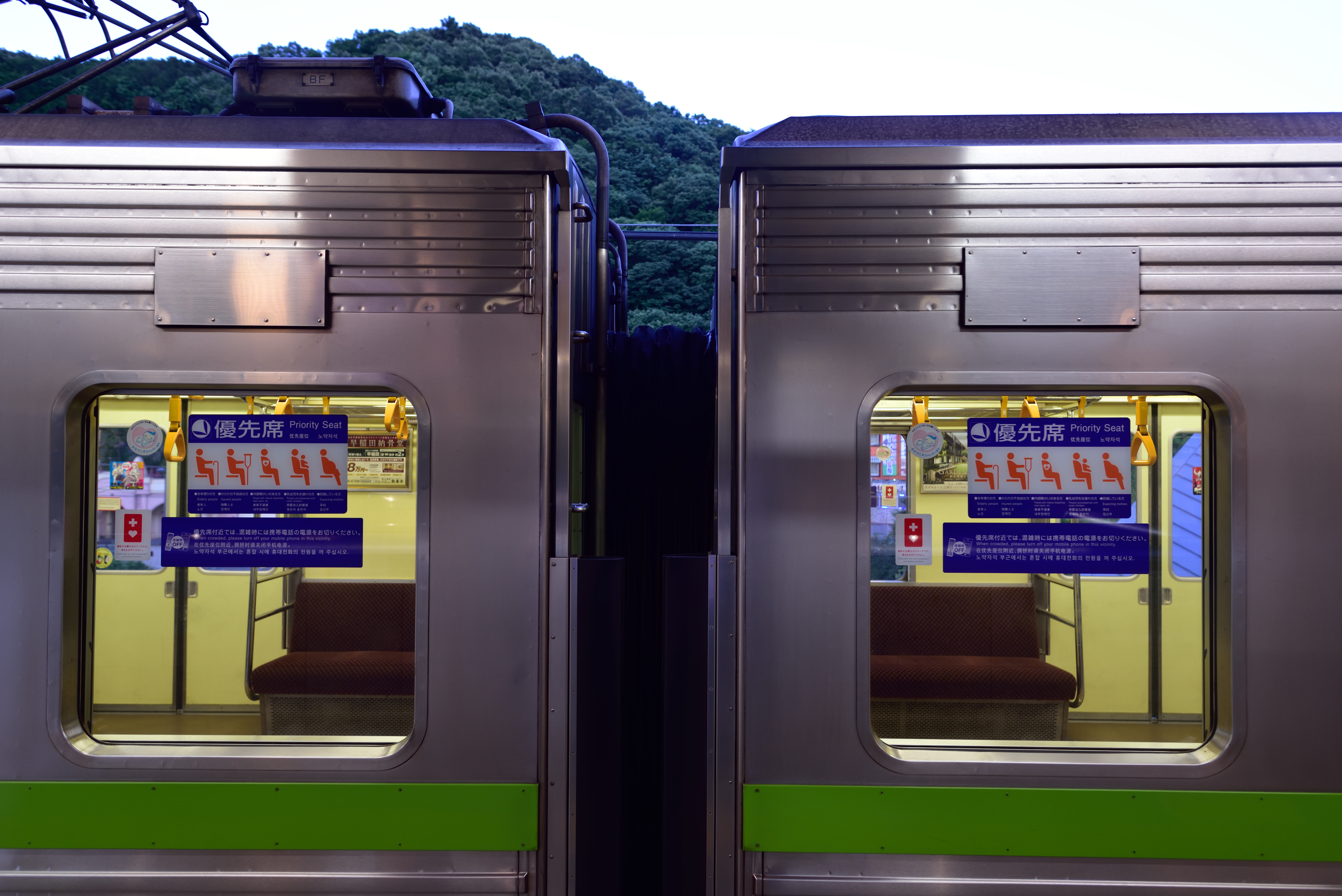
移設により両方塞がれた 行先表示器

### 車体広告
1999年春頃、2次車編成で2段窓の下段部分にビールの広告を貼り付けした編成が数本存在していた。当時はまだ東京都の屋外広告条例による規制が厳しい時期であり、都営バスでの「ラッピングバス」が登場する前であったためかなり異様な状況だった。その後は車体にシールを貼付する方式を採用したため、車体広告の中でも珍しい部類に入っている。この車体広告は新宿線以外の都営地下鉄各線でも実施されていた。
この車体広告に使用したシールの素材は、その後都営バスの降車ドア後方窓に貼付するようになった｢みんくる」シールと同様に「外側からは内側が見えにくいが、内側から外側は見える」特殊な素材を使用し、車内からの視界は確保されていた。

### 地下鉄路線図について
本形式の車内に掲出されている地下鉄路線図は、登場当初はドアと窓の間にある座席上の広告枠のうち1枠を使って掲出していた。10-300形が登場した頃からは新宿線の路線図と共にドア上部に掲出している。

## 置き換え
初期に導入された車両は老朽化が進んでいたため、試作車両の4両を含む1979年（昭和54年）までに製造されたセミステンレス車108両は2004年（平成16年）12月から新型車両の10-300形（1次車）の導入による置き換えが開始された。2005年のD-ATC導入に合わせ、3 - 8次車では車上装置の交換が進められた中、試作車と1・2次車は車齢の低い中間車を残すとともに先頭車両を新製し、他の中間車と編成を組み込むことで10-300R形が登場した。長らく10-300R形に組み込んだ車両以外は各停の種別表示はされていなかったが、10-220F - 10-240Fは更新工事を施工した時に、残りの編成も2013年2月22日の京王線ダイヤ改定に合わせて各停の表示をするようになった。
2010年2月22日に発表された東京都交通局次期経営計画「ステップアップ2010」、および2013年2月に発表された「東京都交通局 経営計画2013」において、2013年度と2015年度に新宿線の車両計6編成を新型車両に置き換える計画が発表された。
2013年度は10-300形（3次車）の導入に伴い、10-190F - 10-210Fが廃車となった。
東京都交通局の公式発表では、2016年度（平成28年度）と2017年度（平成29年度）に、10両編成の新造車を5編成ずつ導入し、車両の置き換えを実施するとされた。
この置き換えにより、2016年度は10-300形5次車の導入に伴い、10-220F・10-230Fが廃車となった。2017年度には同年8月14日に10-250Fが廃車回送されたことによって7次車以前の車両は全廃となり、同年8月以降は8次車のみが運用されていた。8次車も2018年2月11日に運転を終了し、これにより東京都交通局が保有している鉄道車両は全てVVVF制御車となった。
ほとんどの車両が解体されたが、10-230Fの先頭部のみが京王重機整備北野事業所で保管されている。